# Królowie przeklęci (miniserial 1972)
Królowie przeklęci (fr. Les Rois Maudits) – francuski miniserial historyczny wyemitowany w latach 1972–1973. Został oparty na cyklu powieści o tym samym tytule autorstwa Maurice'a Druona. W 2014 roku serial znalazł się wśród siedmiu najlepszych seriali historycznych wg tygodnika Polityka.
Serial został zrealizowany w teatralnej konwencji, w większości w studio filmowym. Główne role także powierzono aktorom teatralnym.

## Obsada (m.in.)[1][4]
- Jean Desailly(inne języki) – narrator
- Jean Piat(inne języki) jako Robert III d’Artois
- Hélène Duc(inne języki) jako Mahaut d’Artois
- Louis Seigner(inne języki) jako bankier, Spinello Tolomei
- Georges Marchal jako Filip IV Piękny
- Gilles Béhat jako Karol IV Piękny

## Spis odcinków
| №  | Tytuł francuski            | Tytuł polski        | Premiera (TP2)   |
| -- | -------------------------- | ------------------- | ---------------- |
| 1. | Le Roi de fer              | Królowie przeklęci  | 30 marca 1985    |
| 2. | La Reine étranglée         | Zamordowana królowa | 13 kwietnia 1985 |
| 3. | Les Poisons de la couronne | Trucizny królestwa  | 27 kwietnia 1985 |
| 4. | La Loi des mâles           | Prawo mężczyzn      | 11 maja 1985     |
| 5. | La Louve de France         | Wilczyca z Francji  | 25 maja 1985     |
| 6. | Le Lys et le lion          | Lilia i lew         | 8 czerwca 1985   |

## Emisje i wydania
Serial został pierwotnie wyemitowany we francuskiej telewizji w latach 1972–1973, premiera pierwszego odcinka miała miejsce 21 grudnia 1972 roku. Polska premiera miała miejsce w roku w 1985 roku.
Na podstawie tej samej sagi w roku 2005 powstał drugi, pięcioodcinkowy serial w koprodukcji francusko-włoskiej wyreżyserowany przez Josée Dayana. Wersja ta była emitowana w Polsce na antenie TVP Historia w 2015 roku.